# Zugespitzte Situation
Zugespitzte Situation ist eine Erzählung von Albrecht Franke. Sie handelt davon, wie das wohlgeordnete Leben des Lehrers Christian Dannenberg durch den Suizidversuch einer Schülerin aus den Fugen zu geraten droht.

## Handlung
Die Geschichte beginnt im Mai, am letzten Schultag vor Pfingsten, als Christian Dannenberg, Lehrer an einer Polytechnischen Oberschule, mit dem Fahrrad zur Schule fährt. Seine gute Laune wird getrübt, als ihn sein Chef zu einem Gespräch bittet: Die vierzehnjährige Schülerin Simone Kreuzner habe im Geschichtsunterricht mit einem Taschenmesser versucht, sich die Pulsader aufzuschneiden. Dies behauptet jedenfalls deren Sitznachbarin, die den Vorfall der Lehrerin meldete. Simone verweigert jegliche Aussage zu den Gründen für diese Tat. Der sehr korrekte Schuldirektor hat bereits die Eltern und seine Vorgesetzten beim Rat des Kreises informiert, und Christian soll persönlich mit den Eltern sprechen.
Er unterrichtet an diesem Tag strenger als sonst, um seine eigene Nervosität zu verdecken. In der Mittagspause will er mit der Geschichtslehrerin Ulrike Sandau sprechen, in deren Unterricht der Vorfall stattfand. Sandau hat im Kollegium keinen guten Stand, gilt als pädagogisch unfähig und nicht streng genug. Sie glaubt an ein Komplott gegen ihre Person, um sie aus dem Lehrerberuf zu drängen, und bricht weinend vor Christian zusammen.
Zu Hause bespricht sich Christian mit seiner Frau Eveline, die als Richterin am Kreisgericht arbeitet. Einerseits sucht er ihren Rat, andererseits befürchtet er, dass sie sich auf juristischem Weg in den Fall einmischen könnte, zum Beispiel indem sie kriminalpolizeiliche Untersuchungen über Familie Kreuzner anweist. Der Konflikt über die Frage, inwieweit Eveline in den Fall involviert werden soll, belastet die Beziehung der beiden.
Anlässlich ihres fünften Hochzeitstages fahren Eveline und Christian übers Wochenende an einen nahegelegenen See. Die beiden haben eine schöne Zeit miteinander, die aber hin und wieder von Christians Gedanken an „die Sache Kreuzner“ und von Zweifeln an einer gemeinsamen Zukunft mit Eveline überschattet wird. Aus ihrer Tätigkeit als Richterin weiß Eveline, wie viele Ehepaare sich jedes Jahr scheiden lassen, auch deshalb will sie endlich ein Kind bekommen und drängt Christian, sich um eine größere Wohnung zu bemühen.
Am folgenden Mittwoch fahren Christian und der Schuldirektor in das Dorf F. zu Familie Kreuzner und erfahren von den Verhältnissen, in denen Simone aufwächst: Sie hat fünf Geschwister und muss sich viel um die jüngeren Geschwister kümmern. Der Vater ist starker Alkoholiker und konnte auch deshalb schon seit längerer Zeit nicht mehr zur Arbeit gehen. Zum Gespräch treffen sie nur die Mutter, die dem Vater den Vorfall verschwiegen hat. Als Simone zum Gespräch dazugeholt wird, sagt sie wieder nichts zu ihren Beweggründen. Der Direktor verlangt, sie solle ihm, Christian und der Mutter „in die Hand versprechen“, so etwas nie wieder zu tun. Dass Simone dies auch tut, stimmt den Direktor optimistisch, Christian sieht es aber als leere Geste, die nichts über Simones Zustand aussagt. Beim Verlassen des Hauses stellt der betrunkene Herr Kreuzner sich Christian in den Weg, packt ihn an der Jacke und beschimpft ihn.
Christian ist sich nun sicher, dass Simones Tat etwas mit ihren Familienverhältnissen zu tun hat. Da sie sich in der Schule normal verhält und im Unterricht gut mitarbeitet, ist für den Direktor der Fall erstmal abgeschlossen. Christian will sich jedoch weiter um Simone kümmern und unter vier Augen mit ihr sprechen, auch gegen den Willen seines Chefs. Er bittet Simone nach dem Unterricht ins Lehrerzimmer und versucht erfolglos, ein Gespräch mit ihr in Gang zu bringen. Er wirbt um ihr Vertrauen und bittet sie am Schluss, ihr Versprechen zu wiederholen.
In den Sommerferien verbringt Simone ein paar Wochen bei ihrer Tante Bettina Uhler in einem kleinen Ort im Harz. Zu Beginn des neuen Schuljahres scheint alles wieder normal zu verlaufen, Christians ungutes Gefühl, dass der Fall noch nicht erledigt ist, verschwindet aber nicht. In den Winterferien des folgenden Jahres, an Rosenmontag, steht Simone plötzlich vor seiner Tür. Er sieht sie vom Fenster aus, sie klingelt aber nicht und geht wieder. Er folgt ihr durch die Stadt, trifft sie beim Postamt wieder und lädt sie zu sich nach Hause ein, was sie aber ablehnt. Erst Eveline gelingt es, Simone zu einem Besuch zu überreden. Beide versuchen nun, durch Freundlichkeit und eine nette Atmosphäre Simone endlich zum Reden zu bringen. Simone erzählt, dass nicht nur ihr Vater jeden Abend betrunken ist, sondern in letzter Zeit auch die Mutter immer öfter mittrinkt. Die ausgelassene Stimmung der Eltern schlägt dann oft urplötzlich in Streit um, der Vater schlägt die Mutter, und Simone, die Lieblingstochter des Vaters, kann ihn als einzige wieder beruhigen. Oft kann sie dann nicht mehr schlafen und ist am nächsten Tag in der Schule sehr müde und unkonzentriert. So war es auch an dem Tag des Suizidversuchs, den sie nicht vorher geplant hatte. Das Gespräch dauert lange und Simone verpasst den letzten Bus nach Hause. Da Christians Auto nicht anspringt, laufen die drei zum Bahnhof, um für Simone ein Taxi zu besorgen.
Um nicht in berufliche Schwierigkeiten zu kommen, berichtet Christian ein paar Tage später seinem Chef von Simones Besuch, obwohl er ihr Vertraulichkeit zugesichert hatte. Er macht seinem Chef klar, dass er vorhat, im Bezug auf Simone auch weiterhin nicht nur nach Vorschrift zu handeln, sondern das zu tun, was er menschlich für richtig hält. Der Chef reagiert überraschend verständnisvoll. Wenige Tage später erreicht Christian ein Brief von Simones Tante Bettina Uhler, die ihn um Hilfe bittet, weil sie sich mit Simone „keinen Rat mehr wisse“. Simone hatte in dem Gespräch keine Fahrt zu ihrer Tante erwähnt. Christian ist sehr beunruhigt und macht sich sofort auf den Weg in den Harz. Dort angekommen, erfährt er von Bettina, dass Simone schon am Dienstag (also am Tag nach ihrem Gespräch mit Christian) dort angekommen sei. Sie sei immer verschlossener geworden und habe sich mit Renate, einem gleichaltrigen Mädchen, angefreundet, das in ihrem Elternhaus ähnliche Probleme hat wie Simone. Die beiden hätten heimlich Rotwein getrunken und Simone habe im Rausch wieder Andeutungen von Selbstmord gemacht. Bettina und Christian suchen nun das Dorf nach Simone ab. Auf einem Wanderweg in den Bergen finden sie Simone, die an einem Geländer über einem hohen Abhang steht und sich über das Geländer schaukeln lässt. Bettina zieht sie vom Geländer weg und kündigt ihr an, dass Christian sie wieder mit nach Hause nehmen wird. Trotz des Wetterberichts im Radio, der vor gefrierendem Regen und spiegelglatten Straßen warnt, will Christian sofort aufbrechen. Tatsächlich geraten die beiden in ein Unwetter, die Straßen werden gesperrt und sie müssen in einem Hotel übernachten. Beim Abendessen erzählt Simone, warum sie in den Harz aufgebrochen war: Als sie am Rosenmontag verspätet nach Hause kam, hätten die Eltern schon gefeiert und getrunken, und sie musste allein die jüngeren Geschwister versorgen. Später hörte sie aus ihrem Zimmer, dass es wieder zu Streit und Schlägen kam, sie packte ihre Sachen und machte sich im Morgengrauen auf den Weg. Bezüglich des Schaukelns am Geländer bestreitet sie, dass es sich um einen Suizidversuch handelte.
Am nächsten Morgen fahren die beiden weiter und Christian bringt Simone zu ihren Eltern. Er hat sich vorgenommen, mit ihnen vernünftig zu reden. Als er aber die vielen leeren Bier- und Schnapsflaschen in der Küche sieht, brüllt er sie an, sie sollen mit der Sauferei aufhören und sich endlich um ihre Kinder kümmern. Simone werde ihm genau berichten, und bei weiteren Vorfällen werde er ihnen „Polizei und Gericht auf den Hals hetzen“. Beim Verlassen des Hauses trifft er auf Eveline und den Schuldirektor, die also seine Taten verfolgt hatten. Er erzählt den beiden im Detail, was vorgefallen ist und warum er nicht anders handeln konnte. Eveline bittet ihn, ihr Verfolgen nicht als Vertrauensbruch aufzufassen.
Bald darauf wird das Dorf F. dem Einzugsgebiet einer anderen Schule zugeschlagen, sodass Simone Christians Klasse verlassen muss. Danach hat Christian sie nur noch einmal gesehen, vor dem Eingang eines Jugendklubs mit einem motorradfahrenden Jungen. Für Christian bleibt ein Gefühl der Unsicherheit, die Lage immer richtig eingeschätzt und richtig gehandelt zu haben. Von außen betrachtet ist die Geschichte abgeschlossen, aber Christian konnte innerlich nie ganz damit abschließen. Er hat aber gelernt, auch in zukünftigen ähnlichen Fällen menschlich zu reagieren und sich nicht hinter seiner Rolle als „Stoffvermittler und Zensurengeber“ zu verstecken.

## Form
Die Handlung wird von Christian Dannenberg als Ich-Erzähler wiedergegeben, und zwar rückblickend aus dem Abstand von ein paar Jahren. Er erzählt in einem eher sachlichen Stil, wobei er sowohl auf die Entwicklung des Falls als auch auf seine inneren Kämpfe und Beweggründe eingeht. An einigen Stellen lässt der Autor in Anführungszeichen bestimmte Ausdrücke in den Text einfließen, die für den bürokratischen Tonfall des DDR-Schulwesens und der Justiz typisch waren. Besonders der Schuldirektor wird durch die Verwendung dieser Ausdrücke als eher gefühlskalter „Aktenmensch“ charakterisiert.

## Veröffentlichung
Die Erzählung erschien 1987 im Union Verlag Berlin, 1989 folgte die zweite Auflage. Der Entwurf des Umschlags stammte von Monika Böhmert. Seit 2016 ist das Werk bei der Edition digital als E-Book erhältlich.

## Quelle
- Albrecht Franke: Zugespitzte Situation. Erzählung. Berlin: Union Verlag, 2. Aufl. 1989. ISBN 3-372-00092-7
- Seite über Zugespitzte Situation mit Leseprobe auf der von Edition digital betriebenen Website ddrautoren.de